# Confessio Fraternitatis
A Confessio Fraternitatis Roseae Crucis (németül: Confessio oder Bekenntnis der Societät und Bruderschaft Rosenkreuz), de gyakran csak Confessio Fraternitatis, vagy röviden Confessio egy 1615-ben Kasselben névtelenül kiadott rózsakeresztes manifesztum (kiáltvány). Több történelmi személy is felmerült már a manifesztumok, így a Confessio írójaként, köztük Sir Francis Bacon is.

## Tartalom
A Confessio az "igazi filozófia" rövid áttekintése, mely kiegészíti a korábbi manifesztumot, az 1614-ben megjelent Fama Fraternitatist. További magyarázatokkal szolgál, illetve meg kívánja védeni a "Rózsakeresztes Testvériséget" a tagjait ért vádaskodásoktól és alaptalan véleményektől. A Fámához hasonlóan e manifesztum is az akkori Európa szellemi életének átalakítását, megújítását szolgálta: "(...) nagyon helyénvaló, hogy csökkenjen a szolgaság, hamisság, hazugság és sötétség, ami a Föld haladó forgása folytán a Tudományba, a Cselekvésbe, a Kormányokba befészkelődött, s ezeket nagyobbrészt elsötétítette." Az emberiség megújulását elhozó új korszak jeleire így utal ez a második manifesztum: "Rendelésének és akaratának bejelentésére Isten már követeket küldött, csillagok képében, melyek a Kígyó és Hattyú formájában megjelentek".
A Confessio szerint a magasabb tudás elérésének alapvető követelménye, hogy "lelkiismeretesen munkálkodjunk az elérendő célért, a filozófia megismeréséért", továbbá hogy keresztények legyünk, mint ahogy a rózsakeresztes testvérek is ennek vallják magukat ("Mint vélekedtek hát, szeretett emberek, hallván és megértvén, hogy őszintén, híven és igaz valónkban Krisztust valljuk"), ugyanakkor nem exoterikus, közkeletű értelemben ("elítéljük a Pápát"), hanem ezoterikusan ("az igazi filozófiához való odaadásunk keresztény élethez vezet").

## Lásd még
- Christian Rosenkreutz
- Rózsakeresztesek
- Rózsakeresztes rend
- Rózsakeresztes manifesztumok
- Fama Fraternitatis
- Christian Rosenkreutz kémiai menyegzője

## Fordítás
- Ez a szócikk részben vagy egészben  a   Confessio Fraternitatis című angol Wikipédia-szócikk fordításán alapul.  Az eredeti cikk szerkesztőit annak laptörténete sorolja fel. Ez a jelzés csupán a megfogalmazás eredetét és a szerzői jogokat jelzi, nem szolgál a cikkben szereplő információk forrásmegjelöléseként.